# Поджелезница
Поджелезница — заброшенная деревня в Краснопольском районе Могилевской области. Входила в Высокоборский сельсовет. После аварии на ЧАЭС была расселена. Подъезды к деревне Поджелезница имеют технические категории 6а и 6б.